# 2e division de fusiliers motorisés de la Garde
Pour les articles homonymes, voir 2e division.
La 2e division de fusiliers motorisés de la Garde (en russe : 2-я гвардейская мотострелковая дивизия, abrégé en 2 гв. мсд), de son nom complet la 2e division de fusiliers motorisés de la Garde Tamanskaïa des ordres de la révolution d'Octobre, du Drapeau rouge et de Souvorov, nommée d'après M. I. Kalinine (russe : 2-я гвардейская мотострелковая Таманская ордена Октябрьской Революции, Краснознамённая, ордена Суворова дивизия имени М. И. Калинина), communément appelée division Taman, est une grande unité de l'Armée de terre russe (n° d'unité 23626).
Cette unité reprend les traditions de la 127e division de fusiliers de l'Armée rouge, créée en juillet 1940 à Kharkov et renommée la 2e division de fusiliers de la Garde pour sa bonne tenue lors de la bataille de Smolensk en septembre 1941. Elle participe ensuite à de nombreux combats pendant la Seconde Guerre mondiale, pour lesquels elle devient l'une des formations les plus célèbres et les plus décorées de l'armée soviétique. L'unité est nommée en l'honneur de Mikhaïl Ivanovitch Kalinine et la ville de Taman, restant intacte jusqu'à sa dissolution en 2009, avant d'être reformée en 2013. Depuis 2016, elle fait partie de la 1re armée de chars de la Garde du district militaire ouest, et la plupart de ses unités sont basées dans la ville de Kalininets, dans l'oblast de Moscou, à 45 km au sud-ouest de Moscou.
La division participe à l'offensive du Nord-Est de l'Ukraine lors de l'invasion russe de l'Ukraine en 2022, notamment lors de l'échec du siège de Tchernihiv.

## Histoire

### 127edivisionde fusiliers
La 127e division de fusiliers (russe : 127-я стрелковая дивизия) est formée le 8 juin 1940 à Kharkiv, sur la base de la 23e division de fusiliers (ru) qui venait d'être transférée pour participer à l'occupation soviétique imminente des États baltes.
La division est initialement postée à Kharkiv, Tchouhouïv et Bohodoukhiv, avant d'être transférée à Rjychtchiv en mai 1941. La 127e division fait partie du 25e corps de fusiliers (ru) de la 19e armée, ainsi que des 134e (ru) et 162e divisions de fusiliers (ru) le 22 juin 1941, étant partie intégrante de la réserve du Haut Commandement. En août, c'est avec les troupes du front de réserve soviétique. Les autres divisions du 25e corps de fusiliers (134e et 162e) ayant été anéanties à leur arrivée dans la périphérie sud-est de Vitebsk du 11 au 16 juillet 1941, la 127e est redirigée vers le sud-est de Smolensk et réaffectée au 34e corps de fusiliers (ru). À cette époque, le 535e régiment de fusiliers s'est égaré et a fini par être incorporé au front de Leningrad. Le 4 août 1941, la 127e division traverse le Dniepr à 13 km au sud de Iartsevo dans le cadre de la retraite générale soviétique. Par la suite, elle est relevée de ses fonctions de première ligne et envoyée à Dorogobouj pour se reconstituer, où l'unité reçoit le 875e régiment de fusiliers de la 158e division de fusiliers (ru).

### En tant que2edivision de fusiliers de la Garde
Le 22 décembre 1941, la division commence à avancer pendant la campagne d'hiver de 1941-1942. Agissant de concert avec la 1re division de fusiliers motorisés de la Garde et la 87e division de fusiliers motorisés, elle avance à travers les districts de Tchérémissinovo et Sovetski de l'oblast de Koursk. Le 28 janvier 1942, la division est située à Stary Oskol.

### En tant que2edivision de fusiliers Tamanskaïa de la Garde
Après avoir participé à l'offensive Novorossiysk-Taman (ru) en septembre-octobre 1943, la division est renommée 2e division de fusiliers Tamanskaïa de la Garde, en référence à la ville de Taman, en Russie. À partir du 3 novembre 1943, la division agit dans le fer de lance de l'opération Kerch-Eltigen dans le nord de la tête de pont de Ieni-Kale, sous le commandement de la 56e armée.
Au cours de l'offensive de Crimée, la division s'empare de  la ville d'Alouchta le 15 avril 1944, agissant sous le commandement de l'armée côtière séparée. Le 19 mai 1944, elle est relevée de ses fonctions de première ligne, réaffectée à la réserve stratégique soviétique, 2e armée de la Garde et transférée à Dorogobouj pour se reconstituer. L'unité reprend les opérations de combat le 8 juillet 1944 après le transfert de la 2e armée dans le 1er front de la Baltique. La division participe à l'offensive de Šiauliai et plus tard en octobre 1944, à la bataille de Memel. En décembre 1944, toute l'armée, y compris la 2e division de fusiliers de la garde, est transférée au 3e front biélorusse et participe à l'offensive de Prusse orientale, mettant fin à la guerre à la mi-avril 1945 sur la côte de la mer Baltique au nord de Primorsk.
En septembre 1945, alors qu'elle sert au sein du 11e corps de fusiliers de la Garde (ru), la division est déplacée dans le district militaire de Moscou.

### Après-guerre
Le 2 juillet 1946, la division reçoit le titre honorifique de « M. I. Kalinine ».
La division est appelée à Moscou pour des tâches de sécurité après la mort de Joseph Staline le 5 mars 1953.
En décembre 1953, la division est rebaptisée 23e division mécanisée de la Garde « Tamanskaïa », et rejoint le 1er corps de fusiliers de la Garde. En mars 1957, la division est renommée 23e division de fusiliers motorisés de la Garde « Tamanskaïa ». En novembre 1964, la division est renommée 2e division de fusiliers motorisés de la Garde « Tamanskaïa ».
Le 4 mai 1990, le 406e régiment de fusiliers motorisés de la Garde reprend sa dénomination de la Seconde Guerre mondiale en tant que 15e régiment de fusiliers motorisés de la Garde. La même année, le 73e régiment de fusiliers motorisés de la Garde reprend sa dénomination de la Seconde Guerre mondiale, devenant le 1er régiment de fusiliers motorisés de la Garde.

### Depuis 1991
La division joue un rôle de premier plan dans deux des crises politiques majeures de l'histoire récente de l'URSS et de la Russie. En 1991, c'est l'une des divisions déployées à Moscou dans le cadre de la tentative de coup d'État contre le président soviétique Mikhaïl Gorbatchev ; cependant, c'est une unité de chars attachée à la division qui changea de camp au point décisif du déroulement du coup d'État. Boris Eltsine prononça un discours debout sur le char numéro 110, renforçant considérablement sa propre position, tant au pays qu'à l'étranger.

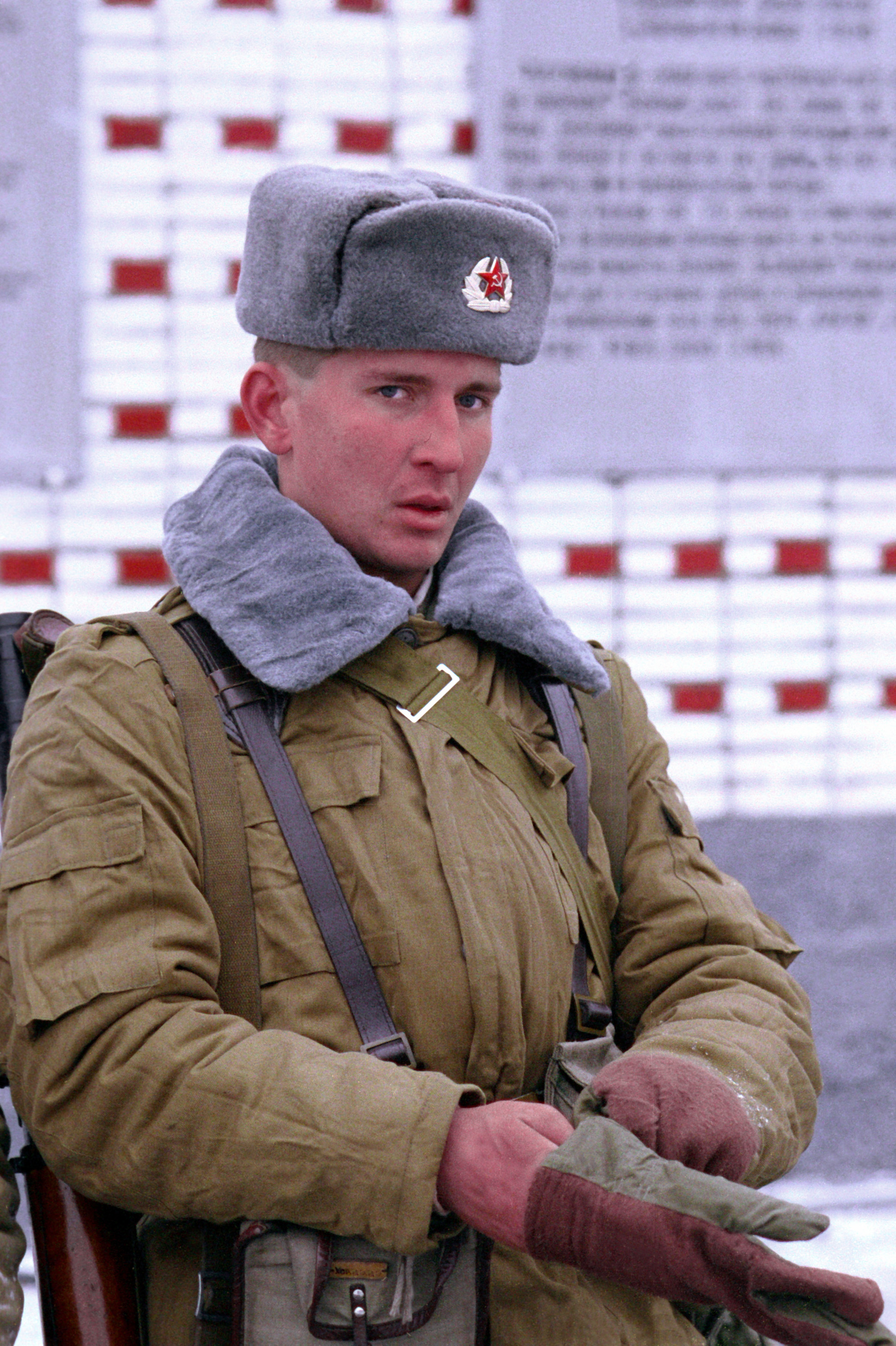
Un soldat de la division Tamanskaïa, en 1992.

Deux ans plus tard, la division vient à nouveau au secours d'Eltsine, lors de la crise constitutionnelle russe de 1993. L'affrontement entre le Parlement russe et Eltsine, sur fond de manifestations publiques massives à Moscou contre le gouvernement d'Eltsine, avait, le 2 octobre, amené la Russie au bord de la guerre civile. Entre le 2 et le 4 octobre, l'armée réfléchit à sa position. À l'aube du 4, ils apportent leur soutien à Eltsine. Ce jour-là, des chars de la division Tamanskaïa ouvrent le feu sur le bâtiment du Parlement, où les partisans du Parlement sont barricadés. Cet épisode consolide le pouvoir d'Eltsine ; ce fut le combat de rue le plus meurtrier à Moscou depuis 1917.
Vers 1998-2000, la division compte environ 12 000 soldats.
Depuis, la division voit du service en Tchétchénie : elle est connue pour avoir contribué à la force ayant ramené la république sous contrôle russe en 1999 et 2000, lors de la seconde guerre tchétchène. Un groupe tactique du 15e régiment de fusiliers motorisés de la Garde est déployé en Tchétchénie au début de 2000, servant dans le sud de la république et dans les gorges d'Argoun après la fin des opérations de combat majeures pour maintenir la sécurité. En 2004, il reçoit la visite d'une délégation d'attachés militaires étrangers. La base de Kalininets a également récemment accueilli le concours « Miss Russian Army ».
La division est située près d'Aprelevka, dans la banlieue de Moscou : ses différentes sous-unités occupent un vaste complexe de bâtiments et de sites au nord et au nord-ouest de la ville. Les deux « sous-bases » les plus importantes de la région sont Kalininets et Kobyakovo. C'est l'une des divisions de « préparation constante » de l'armée russe, elle doit disposer d'au moins 80 % de main-d'œuvre et de 100 % d'équipement à tout moment ; elle est donc destinée à être facilement déployable.

### Réarmement en 2007

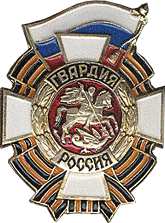
Insigne de poitrine pour les troupes de la garde russe.

Le 22 janvier 2007, l'agence de presse russe Interfax rapporte les commentaires du commandant du district militaire de Moscou, le colonel général Vladimir Bakine. Selon lui, le 1er régiment de fusiliers motorisés de la Garde de la division Tamanskaïa a été rééquipé d'un bataillon de chars de combat T-90, remplaçant ses anciens T-80, un bataillon de véhicules blindés de transport de troupes BTR-80 (cela fait vraisemblablement référence au variante BTR-80A, qui a amélioré la puissance de feu et le blindage, entre autres), ainsi qu'un bataillon de nouveaux obusiers automoteurs et des systèmes de commandement et de contrôle « C2 ». Bakine ajoute que le 3e bataillon du régiment a commencé à se rééquiper du véhicule de combat d'infanterie BMP-3, dont le régiment dans son ensemble devra en recevoir 129 d'ici la fin de l'année.
En outre, selon Interfax : « Bakine déclare que le 1er régiment de la Garde avait déjà suivi une formation pour faire fonctionner du nouveau matériel. Le régiment a été le premier de l'armée russe à maîtriser avec succès de nouvelles armes et du matériel. L'année dernière, le personnel du régiment a été très bien noté pour ses performances ».
Ce réarmement peut représenter le premier déploiement publiquement connu du T-90 dans l'armée russe en dehors de la 5e division blindée 'Don' de la Garde, basée à Kiakhta dans le district militaire de Sibérie, entièrement équipée de tels chars ces dernières années. Des rumeurs circulent depuis un certain temps déjà selon lesquelles tous les T-90 actuellement en service devront être acquis par la division Tamanskaïa, mais ces rumeurs manquent de sources fiables. Si un tel mouvement doit se produire, il pourrait avoir lieu en 2007, mais le réarmement partiel de la division en janvier ne semble pas signaler le début d'un tel mouvement, puisque les T-90 et d'autres véhicules blindés modernes maintenant avec la division sont nouvellement ceux achetés.
La division doit être dissoute en 2009, deux brigades étant créées à partir de ses sous-unités existantes. Chaque brigade comprendra environ 7 500 militaires, l'une équipée de véhicules à chenilles BMP-3, l'autre utilisant des véhicules à roues BTR-80 et BTR-90. Selon Warfare.ru, les deux brigades sont la 5e brigade de fusiliers motorisés de la Garde dans le district militaire de Moscou et la 8e brigade de fusiliers motorisés de montagne de la Garde en Tchétchénie. La 8e est formée à partir de la 1er régiment de chars de la Garde de la division, déplacée sans ses chars à Borzoï en Tchétchénie depuis Alabino.

### En tant que 5ebrigade de fusiliers motorisés de la Garde «Tamanskaïa»
La division est dissoute à la mi-2009, divisée en deux nouvelles brigades de fusiliers motorisés. Après 2009, le principal successeur de la division est la 5e brigade de fusiliers motorisés de la Garde séparée, Ordre de la révolution d'Octobre, Bannière Rouge, Ordre de la brigade Souvorov nommée d'après Kalinine, qui a hérité des traditions de la 2e division de fusiliers motorisés de la Garde.

### 2eformation(2013)

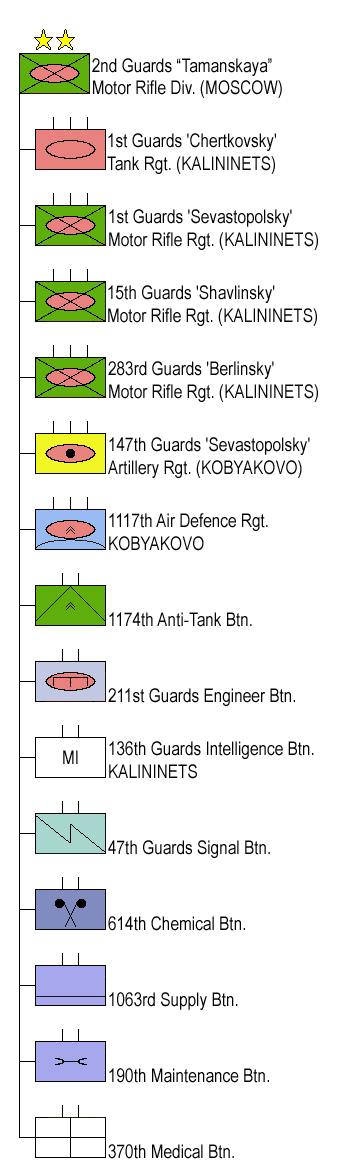
2e division de fusiliers motorisés de la Garde.

La division est reformée en 2013 sur ordre du ministre russe de la Défense Sergueï Choïgou,, de la 5e brigade indépendante de fusiliers motorisés de la Garde et d'autres unités sans nom. Cet ordre fait suite à l'intention du président russe Vladimir Poutine de « renforcer la continuité historique » des forces armées russes en ressuscitant les noms des « unités et formations célèbres et légendaires des armées russe et soviétique »,. Une autre division, la 4e division de chars de la Garde Kantemirovskaïa est également rétablie sous le même ordre.
À partir de juin 2015, les forces armées russes ont pour objectif de reconstruire la célèbre 1re armée de chars de la Garde de l'ère soviétique en incluant la 2e division de fusiliers motorisés de la Garde, la 4e division de chars de la Garde, ainsi qu'une brigade de chars et de fusiliers. Le décret prévoyant la réforme de la force est promulgué à l'hiver 2014, et devient une partie intégrante du district militaire de ouest. Contrairement à la 1er division de chars de la Garde d'origine, la 2e division de fusiliers motorisés de la Garde fait partie de l'armée recréée, basée dans l'oblast de Moscou. En décembre 2016, un nouveau 1er régiment de chars de la Garde est formé dans le cadre de la division, héritant des traditions de l'ancien 1er régiment de chars de la Garde.
Composition :
- 1er régiment de chars de la Garde Chertnovski (« de Tchernowitz »), unité n° 58198 ;
- 1er régiment de fusiliers motorisés de la Garde Sebastopolski (« de Sébastopol ») (retourné à sa numérotation de la Seconde Guerre mondiale à partir du numéro précédent 73 en 1990), n° d'unité 31135 ;
- 15e régiment de fusiliers motorisés de la Garde Chavlinski (« de Chavli »), n° d'unité 31134 ;
- 147e régiment d'artillerie automotrice de la Garde Simferopolski (« de Simféropol »), n° d'unité 73966 ;
- 1117e régiment de missiles antiaériens, n° d'unité 51382 ;
- 1174e bataillon d'artillerie antichar, n° d'unité 51381 ;
- 136e bataillon de reconnaissance de la Garde, n° d'unité 51387 ;
- 211e bataillon du génie de la Garde, n° d'unité 77707 ;
- 47e bataillon de transmissions de la Garde, n° d'unité 56139 ;
- 1063e bataillon de soutien logistique, n° d'unité 56166 ;
- 370e bataillon médical, n° d'unité 57062 ;
- une compagnie de drones ;
- une compagnie de défense NBC ;
- une compagnie de guerre électronique ;
- une compagnie d'évacuation.

Les numéros d'unité militaire de plusieurs régiments de la division sont connus. Les numéros d'unité militaire 23626, 21626, 31135, 61896, 51387, 61896, 73881 sont tous des régiments de la division. Bien qu'une majorité de Russes de souche forment l'unité, celle-ci compte aussi de nombreuses personnes du Caucase. La division Taman est redéployée en mai 2018.

#### Invasion russe de l'Ukraine
La division fait partie de la 1re armée de chars de la Garde lorsqu'elle prend part à l'offensive du nord-est de l'Ukraine lors de l'invasion russe de l'Ukraine en 2022. L'unité participe à l'échec de l'offensive de Kiev de février à avril 2022, et deux de ses militaires sont accusés d’avoir tiré avec un char sur un hôpital de Trostianets. Le 3 mars, 22 blindés de la division, dont le commandant adjoint des armements du 1er régiment de chars de la Garde et un commandant de bataillon, ainsi que leur équipement, se rendent en masse aux Ukrainiens. Selon l'un des soldats capturés, la division est entrée en Ukraine par l'oblast de Soumy. Les procureurs ukrainiens ont ensuite accusé un membre du 1er régiment de fusiliers motorisés de la Garde d'avoir pillé des biens civils dans le village de Zhyhailivka, dans l'oblast de Soumy. De plus, le commandant de la 5e batterie du 147e régiment d'artillerie de la division a été condamné par contumace par un tribunal ukrainien à 10 ans d'emprisonnement en 2024 pour avoir ordonné le meurtre d'un civil à Boromlya, dans l'oblast de Soumy, le 9 mars 2022,.
Après le retrait russe du nord de l'Ukraine, la 2e division occupe le village de Velyka Komyshuvakha au sud d'Izioum pendant environ quatre mois, avant qu'une contre-offensive ukrainienne ne reprenne la zone. En juin 2023, la division est positionnée près de Kreminna. Ayant apparemment subi de lourdes pertes, la division se retire en Biélorussie pour se reformer, recevant les soldats mobilisés et bénéficiant de matériels plus anciens récupérés dans les entrepôts. L'unité est redéployée dans l'oblast de Louhansk en janvier 2023.

## Unités subordonnées et forces de combat

### Equipements et effectifs
Décembre 1985:
- 9 350 hommes, 180 T-72, 40 T-80, 129 BMP-1, 3 BMP-2, 237 BTR-70, 30 canons automoteurs 2s1 de calibre 122 mm, 78 obusier D-30 de 122 mm, 18 canons automoteurs 2s3 de calibre 152 mm.

Novembre 1990:
- 1er régiment de fusiliers motorisé de la Garde : 35 T-72, 46 BTR-80, 95 BTR-70, 3 BMP-1, 2 BRM-1K, 12 D-30 de 122 mm, 3 1V18, 1 1V19, 1 PRP-3, 5 R-145BM, 2 PU-12 and 1 MT-LBT
- 15e régiment de fusiliers motorisés de la Garde : 42 T-72, 30 BMP-2, 95 BMP-1, 2 BRM-1K, 2 BTR-70, 12  2s1 Gvozdika, 3 PRP-3, 5 BMP-1KSh, 1 R-145BM, 1 PU-12, 3 BREM et 1 MTU-20
- 236e régiment de  fusiliers motorisé : 12 T-80, 3 T-64, 131 BTR-80, 3 BMP-1, 2 BRM-1K, 12 D-30, 5 R-14BM et 1 MTU-20
- 290e régiment de char : 70 T-64, 17 T-80, 6 BMP-1, 6 BMP-2, 2 BRM-1K, 3 BTR-70, 12 D-30, 5 BMP-1KSh, 1 PRP-3, 3 1V18, 1 1V19, 2 PU-12, 3 MTU-20 et 20 MT-LBT
- 147e régiment d'artillerie automotrice de la Garde : 36 2s3 Akatsiya, 12 BM-21 Grad, 4 PRP-3, 9 1V18, 3 1V19, 2 RKhM  et 1 R-145BM
- 1117e régiment de missile anti-aérien : ZRK Osa (SA-8) et 5 PU-12
- 359e bataillon indépendant missile : 6 R-145BM
- 1174e bataillon indépendant d'artillerie anti-char : 1 PRP-4 et 15 MT-LBT
- 136e bataillon indépendant de reconnaissance de la Garde : 10 BMP-2, 7 BRM-1K, 6 BTR-70, 3 R-145BM et 1 R-156BTR
- 47e bataillon indépendant de communication de la Garde : 10 R-145BM et 1 ZS-88
- 211e bataillon indépendant de sapeur-ingénieur de la Garde : 1 UR-67 (Engin de déminage monté sur un chassie de BTR-50)

Janvier 2000 :
- 1er régiment de fusiliers motorisé de la Garde : 31 T-80, 146 BTR-80, 1 BTR-70, 2 BMP-2, 5 BRM-1K, 24  2s3 Akatsiya, 2 PRP-3, 1 PRP-4, 2 PU-12, 1 R-145BM, 3 RKhM-4, 1 MT-55A, 1 MTU-20, 2380 hommes
- 15e régiment de fusiliers motorisés de la Garde : 31 T-80, 124 BMP-1, 5 BRM-1K, 2 BTR-80, 1 BTR-70, 24  2s3 Akatsiya, 10 BMP-1KSh, 3 MP-31, 3 PRP-3, 3 PU-12, 1 RKhM-4, 3 BREM-4, 1 MTU-20, 2201 hommes
- 283e régiment de fusiliers motorisé de la Garde : 30 T-80, 65 BTR-80, 1 BMP-2, 5 BRM-1K, 23 2s3 Akatsiya, 3 PRP-4, 1 R-145BM, 553 hommes
- 1er régiment de chars de la Garde : 93 T-80, 15 BMP-2, 5 BRM-1K, 2 BTR-80, 1 BTR-70, 24  2s3 Akatsiya, 2 PRP-3, 1 PRP-4, 2 RKhM, 1 RKhM-4, 1 MT-55A, 1 MTU-20, 274 hommes
- 147e régiment d'artillerie automotrice de la Garde : 36 2s19 Msta-S, 12 BM-21 Grad, 4 1V18, 1 1V19, 1 PRP-3, 4 PRP-4, 1 R-145BM, 620 hommes
- 1117e régiment de missile anti-aérien : ZRK Osa (SA-8), 414 hommes
- 1174e bataillon indépendant d'artillerie antichar : 123 MT-LBT, 1 PRP-4, 92 hommes
- 136e bataillon indépendant de reconnaissance de la Garde : 12 BMP-2, 13 BRM-1K, 6 BTR-80, 1 R-145BM, 1 R-156BTR, 1 MT-LBT, 283 hommes
- 47e bataillon indépendant de communication de la Garde : 4 R-145BM, 1 ZS-88 (BTR-80), 212 hommes
- 211e bataillon indépendant de sapeur-ingénieur de la Garde : 1 UR-67, 245 hommes
- 1586e bataillon indépendant de guerre électronique : 4 SPR-2, 1 MT-LBT, 156 hommes
- 614e bataillon indépendant NRBC : 3 RKhM-4, 64 hommes

De nos jours, ses principaux véhicules sont les chars de combat principaux T-90 et T-80, le transport de troupes blindé BTR-80 et les véhicules de combat d'infanterie BMP-2 et BMP-3.

### 1errégiment de chars de la Garde «Tchertkovski»
Originellement situé dans la 9e division de char, lorsque cette dernière est dissoute, le régiment est transféré au sein de la 2e division et unifié avec le 290e régiment de char de la Garde pour former le 1er régiment de chars de la Garde.
De janvier 1992 à 2009, le 1er régiment de chars de la Garde « Tchertkovski » fait partie de la 2e division de fusiliers motorisés. Lors des réformes du ministre de la Défense Anatoli Serdioukov, le 1er régiment de chars ainsi que la division Taman sont dissous.
En 2020, le 1er régiment de chars de la Garde « Tchertkovski » (recréé fin 2016) doit être l'une des premières unités à être équipée du nouveau char de combat principal T-14 Armata d'Uralvagonzavod. Depuis février 2022, l'unité est équipée du T-72B3,.
Le 1er régiment de chars de la Garde a toujours été le fer de lance pour affronter les situations les plus difficiles. De nombreux officiers du régiment « Tchertkovski » occuperont par la suite des postes de direction au ministère de la Défense.

## Dans la culture populaire
Dans le roman Red Storm Rising de Tom Clancy en 1986, la division offre une résistance symbolique à un coup d'État de l'armée soviétique et du KGB contre le Politburo.
Dans le roman Icon de Frederick Forsyth en 1996, la division de chars empêche le succès d'un coup d'État par le principal antagoniste.